# VSB-toernooi
Het VSB-toernooi (ook wel VSB-Schaaktoernooi of Max Euwe Memorial genoemd) was een jaarlijks schaaktoernooi dat werd gehouden van 1987 tot en met 1996. Het toernooi werd gespeeld in Amsterdam, met uitzondering van de editie van 1990 die in Rotterdam werd gehouden.

## Geschiedenis
De oorsprong van het toernooi gaat terug tot 1976, toen ter ere van de 75e verjaardag van Max Euwe een tiendaags schaakfestival werd gehouden in Amsterdam. Onderdeel van het schaakfestival was de zogenoemde Euwe-vierkamp, een toernooi tussen vier schaakgrootmeesters. Kersverse wereldkampioen Anatoli Karpov wist dit toernooi te winnen, boven Walter Browne, Jan Timman en Friðrik Ólafsson.
In 1979 kreeg het toernooi een vervolg toen de burgemeester van Waddinxveen, Bert Smallenbroek, een prestigieus toernooi naar zijn gemeente wilde halen. Het werd de tweede editie van de Euwe-vierkamp. De organisatie lag in handen van de Rotterdamse Schaakbond. Deze editie werd wederom door Karpov gewonnen, die Lubomir Kavalek, Vlastimil Hort en Genna Sosonko achter zich liet.

## VSB-toernooi
De Euwe-vierkamp werd in 1987 nieuw leven ingeblazen door de Verenigde Spaarbank (VSB). De locatie van het toernooi was het VSB-hoofdkantoor aan de Bloemenmarkt aan de Singel. Ook dit keer was Karpov van de partij, en hij wist het toernooi samen met Jan Timman te winnen. De Russische grootmeester nam ook in latere jaren nog deel, maar wist nooit meer de eerste plek te behalen.
Tot en met 1996 werden in totaal tien edities van het toernooi gehouden. In twee jaren (1991 en 1996) werd niet de traditionele Euwe-vierkamp gespeeld, maar een tienkamp.
De laatste editie werd gehouden in 1996, toen de VSB zich als organisator en sponsor terugtrok. De Euwe-vierkamp keerde terug in 2011 bij het Max Euwe Schaaktoernooi.

## Winnaars

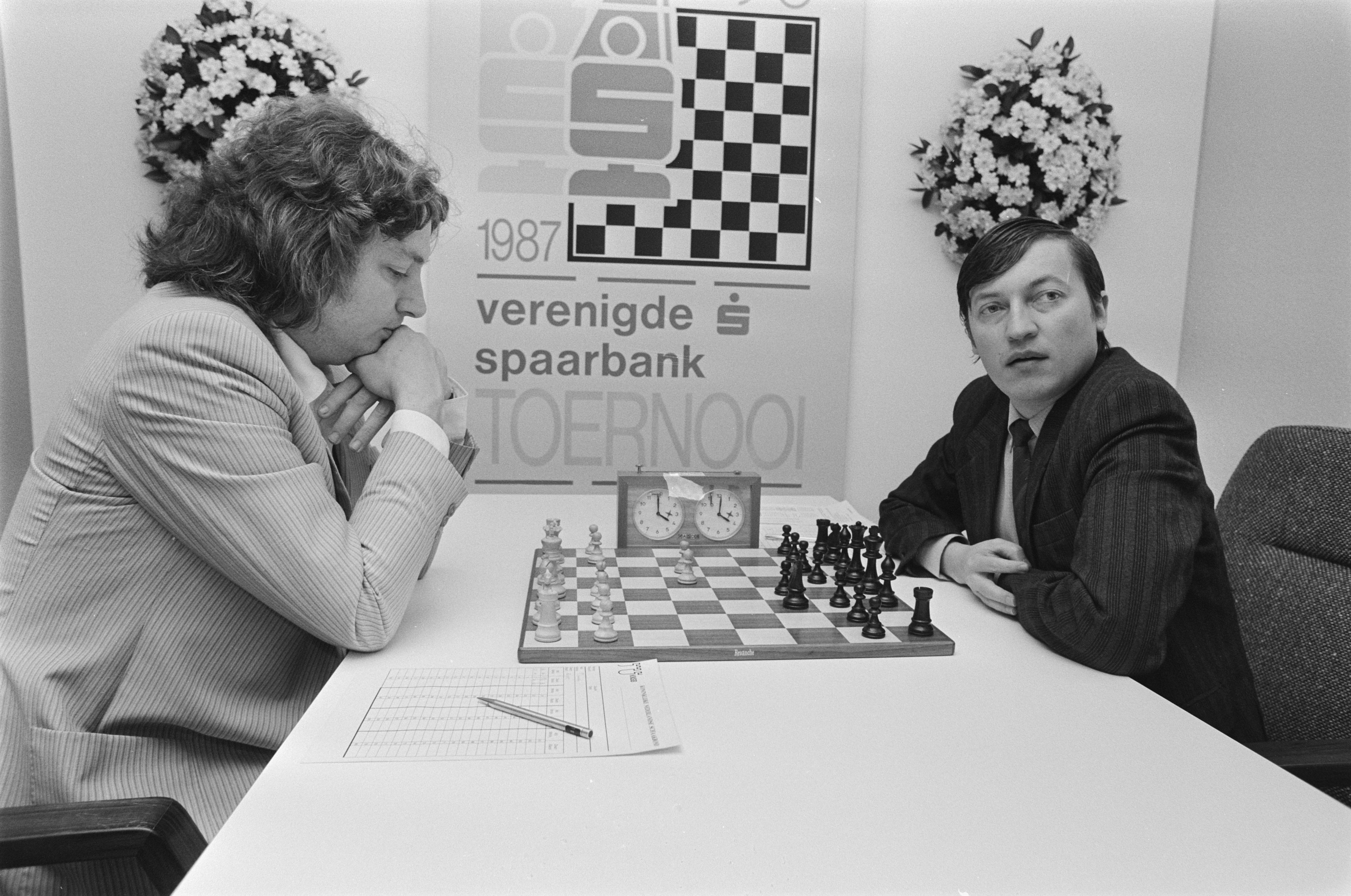
Euwe-vierkamp in 1987. Timman (l) tegen Karpov.

| #  | Jaar | Winnaar(s)                                     |
| 1  | 1987 | Anatoli Karpov Jan Timman                      |
| 2  | 1988 | Nigel Short                                    |
| 3  | 1989 | Jan Timman                                     |
| 4  | 1990 | Viktor Kortsjnoj                               |
| 5  | 1991 | Valery Salov Nigel Short                       |
| 6  | 1992 | Nigel Short Viswanathan Anand                  |
| 7  | 1993 | Nigel Short Viswanathan Anand Vladimir Kramnik |
| 8  | 1994 | Garry Kasparov                                 |
| 9  | 1995 | Joël Lautier                                   |
| 10 | 1996 | Veselin Topalov Garry Kasparov                 |